# Parco nazionale delle dune dell'Indiana
Il Parco nazionale delle dune dell'Indiana (in inglese Indiana Dunes National Park) è un parco nazionale degli Stati Uniti d'America situato nel nordovest dello stato dell'Indiana, gestito dal National Park Service.
Inizialmente istituito dal Congresso nel 1966 come Lungolago nazionale delle dune dell'Indiana (Indiana Dunes National Lakeshore) fino alla designazione quale 61º parco nazionale nel 2019, l'area protetta si estende per quasi 25 miglia (40 km) lungo la sponda meridionale del lago Michigan, su una superficie di circa 15 000 acri (6 100 ha). La sede del parco e il suo centro per visitatori si trova a Porter. Nel parco sono presenti dune di sabbia, zone umide, praterie, fiumi e foreste.

## Storia
Vi sono poche prove della presenza permanente di comunità indiane native negli anni precedenti alla colonizzazione, ma piuttosto, l'evidenza suggerisce che i campi di caccia stagionali erano la norma. Le prime prove di campi permanenti furono l'occupazione della valle dell'Ohio da parte della cultura Hopewell. Cinque gruppi di tumuli sono stati documentati nell'area delle dune. Questi tumuli sono coerenti con il periodo compreso tra il 200 a.C. (Goodall Focus) e l'800 d.C. (primo Mississippiano), sebbene anche quella fosse una permanenza di breve durata. A partire dal 1500, l'esplorazione e il commercio europei hanno introdotto ulteriori cambiamenti nell'ambiente umano. Le animosità tribali e la tradizionale competizione europea hanno influenzato le relazioni tribali: intere popolazioni iniziarono a spostarsi verso ovest, mentre altre cercarono di dominare vaste aree commerciali geografiche. Ancora una volta, le dune sono diventate un punto centrale in un viaggio da est o ovest. L'area ha continuato a rimanere un terreno di caccia chiave per i villaggi su una vasta area.
Fu solo nel XIX secolo che i villaggi nativi furono nuovamente sparpagliati nell'area, ma questo fu presto seguito da un insediamento europeo. Joseph Bailly fu il primo colono registrato tra le dune. Si trasferì qui dai villaggi intorno a Niles, nel Michigan, stabilendosi lungo il fiume Calumet. Presto fu raggiunto da una serie di altri coloni e le comunità tra le dune iniziarono a svilupparsi, fondando le città di Chesterton, Porter, Tremont e Town of Pines . Queste comunità pioniere sono poi cresciute ed espanse.
City West era una delle numerose "città fantasma" situata tra le dune: progettata come un rivale di Chicago, fu in parte costruito nel 1837 ma fallì quell'estate, durante il panico economico nazionale. I resti della città, in parte trasportati per essere usati come legname, furono collocati vicino al punto in cui ora sorge il padiglione nel parco statale, fino a quando un incendio boschivo nel 1850 distrusse tutto ciò che era rimasto. Oggi, gran parte della costa è stata abitata per essere utilizzata come casa, fabbrica e attività commerciale, con alcune aree riservate ai parchi pubblici.

### Iniziative per preservare le dune
Innescato da una pubblicazione sulla flora unica delle dune nella Gazzetta botanica del 1899 del botanico dell'Università di Chicago Henry Chandler Cowles, iniziò un movimento nel 1899 per preservare l'area unica delle dune. Nel 1916, il visionario direttore dei parchi nazionali Stephen Mather tenne audizioni a Chicago su un "Parco nazionale delle dune di sabbia". Nel 1926 aprì l'Indiana Dunes State Park. Negli anni '50, il desiderio di massimizzare lo sviluppo economico attraverso un "Porto dell'Indiana" stimolò l'interesse per la conservazione. Il Comitato Save the Dunes, incluso il presidente Dorothy Richardson Buell e l'attivista Hazel Hannell, iniziò una campagna nazionale per acquistare la terra. Il loro primo successo fu l'acquisto di 56 acri (23 ettari) nella Contea di Porter, la Cowles Tamarack Bog . Il compromesso di Kennedy ha comportato la creazione di un lungolago nazionale e di un porto. Quindi il senatore dell'Illinois Paul H. Douglas guidò gli sforzi del Congresso per salvare le dune. Alla fine del 1966, la legge istitutiva venne approvara e l'Indiana Dunes National Lakeshore divenne una realtà. Quattro successivi progetti di ampliamento del parco (1976, 1980, 1986 e 1992) hanno aumentato le dimensioni del parco a oltre 15 000 acri (61 km²).

### Riprogettazione come Parco Nazionale
Un disegno di legge per riclassificare l'Indiana Dunes National Lakeshore come Indiana Dunes National Park è stato promosso dal rappresentante Pete Visclosky e dai senatori Todd Young e Mike Braun e in precedenza dal senatore Joe Donnelly, che voleva rendere più riconoscibile il sito. Il vicedirettore del Servizio Parchi Nazionali Paul Daniel Smith ha manifestato l'opposizione dell'ente alla riclassificazione perché sarebbe stato incompatibile con le convenzioni di denominazione del Servizio e le Dune dell'Indiana hanno più in comune con altre sponde e spiagge nazionali dei parchi nazionali, che sono in genere molto più grandi e hanno una maggiore diversità di risorse.
Il disegno di legge HR 1488 è stato originariamente approvato alla Camera dei Rappresentanti il 1º novembre 2017, ma non ha ricevuto un voto al Senato durante il 115º Congresso. La legge consolidata sugli stanziamenti del 2019 incluse il disegno di legge come disposizione e il presidente Donald Trump ha firmato la legge il 15 febbraio, creando così ufficialmente il 61º parco nazionale del paese e il primo in Indiana.